# Néphrologie
Ne doit pas être confondu avec Néphologie.
La néphrologie est la spécialité médicale visant à prévenir, diagnostiquer et soigner les maladies des reins. Elle est différente de l'urologie, spécialité chirurgicale s'intéressant à l'appareil génital masculin et à l'ensemble du système urinaire (reins, uretères, vessie, prostate, urètre).
Le terme néphrologie vient des mots grecs νεφρός / nephrós (le rein) et λόγος / lógos (le discours, la raison).
De très nombreuses maladies affectant les reins ne sont pas limitées à cet organe, mais sont des maladies générales (athérosclérose, diabète, etc.).

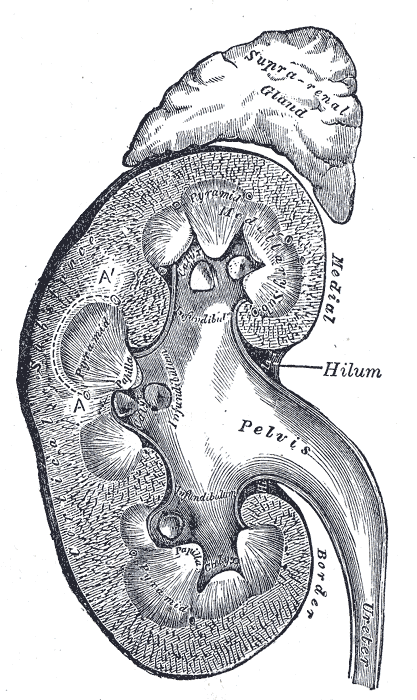
Un rein vu en coupe.

## Physiologie rénale
Les reins ont une double fonction, excrétrice et hormonale. 

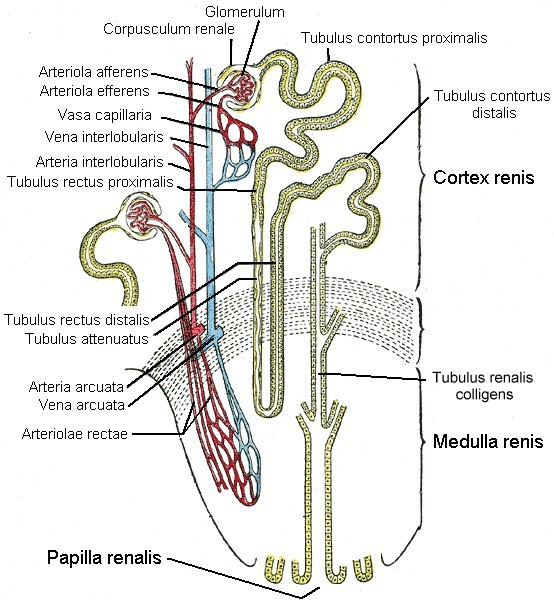
Schéma de néphron.

### Fonction excrétrice
Elle consiste en la formation de l'urine. L'urine permet l'élimination des produits du catabolisme et le maintien du milieu intérieur à l'équilibre appelé homéostasie. L'unité fonctionnelle du rein est le néphron, composé d'un glomérule, d'un tubule, d'une artériole afférente (qui entre dans le glomérule) et d'une artériole efférente (qui en sort).
L'urine primitive est obtenue dans le glomérule par ultrafiltration passive du plasma à travers la surface de filtration (constituée par la superposition de l'endothélium capillaire et de la couche viscérale de la capsule de Bowman), sous l'action du gradient de pression existant entre l'artériole afférente, où règne la pression artérielle, et la chambre glomérulaire (aussi appelée espace de Bowman), dans laquelle règne la pression de la voie excrétrice supérieure (normalement faible). L'ultrafiltrat ainsi obtenu s'écoule vers le tubule.
Le taux de filtration glomérulaire est de l'ordre de 120 ml/min, ce qui signifie que chaque jour, environ 180 litres d'ultrafiltrat plasmatique sont produits dans les glomérules et transportés dans les tubules. Cette urine primitive est réabsorbée à 99 % lors de son passage dans les segments tubulaires successifs qu'elle traverse (tube contourné proximal, anse de Henlé, tube contourne distal puis tube collecteur de Bellini), où se produisent les divers mécanismes de sécrétion et de réabsorption qui aboutissent à l'élaboration d'environ 1,5 litre d'urine définitive par jour.
Les mouvements ioniques transtubulaires de sécrétion et de réabsorption des substances contenues dans l'urine sont soit passifs (gradient électrochimique), soit actifs et consommateurs d'énergie. Ces échanges d'eau, d'urée, d'électrolytes, etc. entre le tubule et le sang se font avec l'artériole efférente qui, après sa sortie du glomérule, reste proche des tubules.

### Fonction hormonale
- Sécrétion de l'érythropoïétine, hormone stimulant l'érythropoïèse ;
- sécrétion de la rénine, hormone intervenant dans la régulation de la pression artérielle et dans le métabolisme du sodium et du potassium par l'intermédiaire de l'angiotensine et de l'aldostérone ;
- hydroxylation de la vitamine D, inactive, en un dérivé hydroxylé en position 1 (après une première hydroxylation en 25 par le foie, aboutissant au dérivé actif dihydroxylé de la vitamine D, le 1,25-dihydroxycholécalciférol qui joue un rôle majeur dans le métabolisme phosphocalcique et osseux.

## Symptômes néphrologiques
Les patients peuvent être amenés à être pris en charge par un néphrologue pour des symptômes variés tels que :
- une anurie ;
- une oligurie ;
- une polyurie ;
- des œdèmes ;
- une protéinurie (souvent improprement appelée « albuminurie ») : présence de protéines dans les urines. Lorsque cette protéinurie est très abondante, provoquant une diminution notable des taux sanguins de protides et d'albumine, elle peut réaliser un syndrome néphrotique, qui est toujours provoqué par une néphropathie glomérulaire ;
- une hématurie : présence de sang dans les urines, soit visible (hématurie macroscopique), soit invisible (hématurie microscopique) ;
- une hypertension artérielle ;
- une insuffisance rénale : altération de la fonction rénale définie par une diminution du taux de filtration glomérulaire ; elle est caractérisée biologiquement par des perturbations de la composition sanguine : taux anormalement élevés de l'urée et surtout de la créatinine sanguines, avec diminution de la clairance de la créatinine. Il peut s'agir d'une insuffisance rénale aiguë ou d'une insuffisance rénale chronique ;
- un syndrome néphritique aigu, défini par l'apparition brutale d'œdèmes, d'une hypertension artérielle, d'une hématurie souvent macroscopique, d'une protéinurie et parfois d'une insuffisance rénale aiguë. Ce syndrome est toujours provoqué par une néphropathie glomérulaire proliférative ;
- des coliques néphrétiques : violente crise douloureuse provoquée par la mise en tension de la capsule rénale secondaire à un obstacle à l'écoulement des urines (lithiase urinaire ou autre) ;
- des infections urinaires à répétition ;
- des désordres hydroélectrolytiques concernant par exemple la natrémie, la kaliémie ou la calcémie.

## Méthodes diagnostiques en néphrologie
Comme toujours en médecine, des indications importantes sont fournies par le recueil et l'analyse des données de l'interrogatoire et de l'examen clinique.
Les examens de laboratoire le plus souvent employés en néphrologie sont des examens sanguins et urinaires :
- dans le sang : dosages de l'urée, de la créatinine et des électrolytes (sodium, potassium, bicarbonates et chlore), du calcium et du phosphore, du glucose et des protides ; hémogramme (NFS), mesure de la vitesse de sédimentation globulaire (VS) et dosage de la protéine C-réactive (CRP) ;
- dans les urines : recherche et dosage d'une protéinurie sur les urines recueillies pendant 24 heures, examen cytobactériologique urinaire (ECBU) permettant de quantifier une hématurie ou une leucocyturie et de diagnostiquer une infection urinaire (l'ECBU doit alors être complété par un antibiogramme).

Les autres examens souvent nécessaires au néphrologue relèvent de l'imagerie médicale et de l'anatomopathologie :
- l'échographie des reins et des voies urinaires (uretères, vessie, prostate) ;
- le scanner (aussi appelé tomodensitométre) des reins et de l'abdomen ;
- la scintigraphie rénale (examen de médecine nucléaire) ;
- l'angiographie permettant d'explorer les vaisseaux ;
- la biopsie rénale : prélèvement d'un fragment de tissu rénal dont l'analyse au microscope permet de diagnostiquer le type de la maladie rénale en cause et d'en apprécier la gravité.

## Affections néphrologiques
La prévalence des maladies rénales chroniques atteindrait 10 à 15 % de la population américaine adulte. Elle serait en augmentation sensible, en partie due à l'augmentation de la fréquence de l'hypertension artérielle et des diabètes.

### Néphropathies

#### Néphropathies glomérulaires

##### Néphropathies glomérulaires primitives
- Néphrose lipoïdique (aussi appelée syndrome néphrotique idiopathique, en particulier chez l'enfant
- Hyalinose segmentaire et focale
- Glomérulonéphrite extramembraneuse
- Maladie de Berger ou glomérulonéphrite à dépôts mésangiaux d'IgA
- Glomérulonéphrite membranoproliférative
- Glomérulonéphrite extracapillaire
- Néphropathie gravidique

##### Néphropathies glomérulaires secondaires
Une glomérulonéphrite peut survenir au cours de l'évolution de certaines maladies générales :
- diabète ;
- gammapathies monoclonales : myélome en particulier, soit par amylose rénale, soit par maladie de déposition des chaînes légères ;
- maladies auto-immunes :
  - syndrome de Goodpasture,
  - connectivites : lupus érythémateux disséminé, etc.
  - vascularites : périartérite noueuse, granulomatose de Wegener, etc.

#### Néphropathies tubulaires et interstitielles
- Nécrose tubulaire ou néphropathie tubulo-interstitielle aiguë
- Tubulopathie chronique
- Néphropathies tubulo-interstitielles chroniques
- Pyélonéphrite chronique

#### Néphropathies vasculaires
- Néphroangiosclérose
- Néphroangiosclérose maligne
- Vascularites
- Pré-éclampsie et néphropathie gravidique

#### Néphropathies congénitales
- Polykystose rénale
- Syndrome d'Alport
- Néphronophtise

### Insuffisance rénale
- Insuffisance rénale aiguë
- Insuffisance rénale chronique

### Autres affections néphrologiques

#### Affections d'origine vasculaire
- Hypertension artérielle vasculorénale

#### Affections d'origine urologique
- Lithiase urinaire
- Infection urinaire et pyélonéphrite aiguë
- Cancer du rein

#### Troubles hydroélectrolytiques
- Acidose métabolique
- Alcalose métabolique
- Déshydratation extracellulaire
- Diabète insipide néphrogénique
- Hyponatrémie
- Kaliémie : hyperkaliémie et hypokaliémie
- Calcémie : hypocalcémie et hypercalcémie

## Traitement
Certaines maladies rénales sont traitées par des médicaments tels que les corticoïdes ou les immunosuppresseurs. Beaucoup de patients nécessitent un traitement par des médicaments diurétiques ou antihypertenseurs (car la plupart des maladies rénales s'accompagnent d'une hypertension artérielle).
L'insuffisance rénale chronique s'accompagne habituellement d'une diminution de la synthèse de deux hormones, l'érythropoïétine (Epo) et la vitamine D, ce qui nécessite un traitement substitutif. Quand l'insuffisance rénale chronique atteint le stade d'insuffisance rénale terminale, la survie des patients repose sur le traitement substitutif par dialyse ou par transplantation rénale.
L'émission Cash Investigation du 13 janvier 2022 révèle qu'en France, la dialyse est favorisée par rapport à la greffe car elle est plus lucrative pour les établissements de santé,,.

## Néphrologues célèbres
- Amal Bourquia
- Jean Hamburger
- Alexandre Loupy
- Gabriel Richet
- Jean-Louis Touraine
- Jules Traeger

### Personnage de fiction
- Gregory House : personnage principal de la série télévisée Dr House.